# Ermera

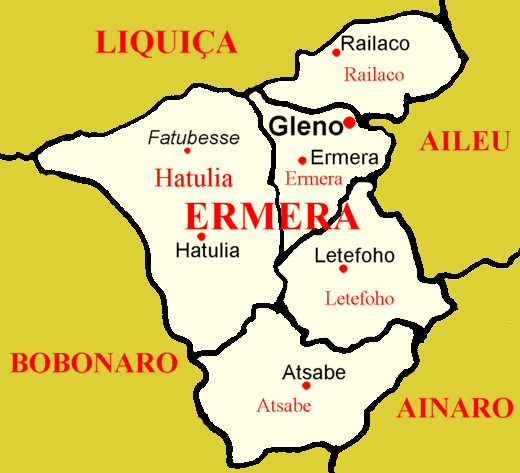
Município de Ermera.

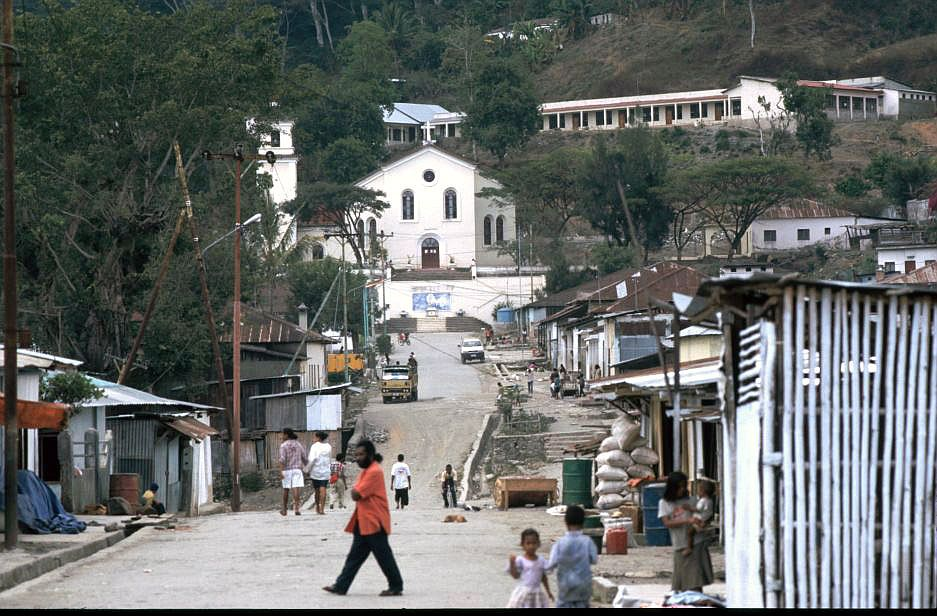
Principal rua de Ermera

Ermera é uma vila de Timor-Leste em município de Ermera (Suco Poetete, posto administrativo Ermera).
Quando Timor era província ultramarina portuguesa, Ermera foi a capital de concelho de Ermera. A capital de Ermera é Gleno desde 1983.